# Cleurie
Cleurie is een gemeente in het Franse departement Vosges in de regio Grand Est. De plaats maakt deel uit van het arrondissement Épinal.

## Geografie
De oppervlakte van Cleurie bedraagt 11,0 km², de bevolkingsdichtheid is 60,8 inwoners per km².
De onderstaande kaart toont de ligging van Cleurie met de belangrijkste infrastructuur en aangrenzende gemeenten.

## Demografie
Onderstaande figuur toont het verloop van het inwonertal (bron: INSEE-tellingen).
Cleurie · Éloyes · Jarménil · Pouxeux · Raon-aux-Bois · Remiremont · Saint-Amé · Saint-Étienne-lès-Remiremont · Saint-Nabord
1. ↑  Populations de référence 2022.